# Kafubu (Ndola)
Kafubu è un ward dello Zambia, parte della Provincia di Copperbelt e del Distretto di Ndola.